# Cabellal Número Tres
Cabellal Número Tres är en ort i Mexiko.   Den ligger i kommunen Cazones de Herrera och delstaten Veracruz, i den sydöstra delen av landet, 230 km nordost om huvudstaden Mexico City. Cabellal Número Tres ligger 18 meter över havet och antalet invånare är 364.
Terrängen runt Cabellal Número Tres är platt. Runt Cabellal Número Tres är det ganska tätbefolkat, med 65 invånare per kvadratkilometer. Närmaste större samhälle är Cazones de Herrera, 2,6 km norr om Cabellal Número Tres. Trakten runt Cabellal Número Tres består till största delen av jordbruksmark.